# Hans Christian Ørsted

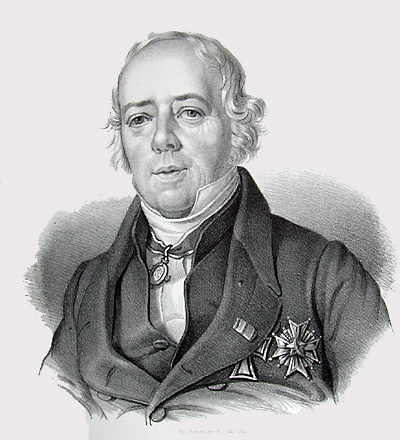
Hans Christian Ørsted

Hans Christian Ørsted (Rudkøbing, 14 augustus 1777 – Kopenhagen, 9 maart 1851) was een Deense natuurkundige, scheikundige en navolger van Immanuel Kant.

## Biografie
Ørsted, de zoon van de apotheker Søren Christian Ørsted en Karen Hermandsen, raakte al op jonge leeftijd geïnteresseerd in de wetenschap. Samen met zijn broer, Anders Sandøe Ørsted (1778-1860), verkreeg hij zijn opleiding via privéonderwijs maar vooral door zelfstudie. In 1793 vertrokken ze naar Kopenhagen, waar ze na een toelatingsexamen het jaar daarop werden toegelaten tot de universiteit.
Aan de universiteit van Kopenhagen studeerde Ørsted farmacie, astronomie, scheikunde en wiskunde. Tijdens zijn studie kwam hij in aanraking met de kritische wijsbegeerte van Kant en werd spoedig een fervent aanhanger van het kantiaanse gedachtegoed. In 1799 behaalde hij zijn doctoraat met een proefschrift waarin hij de filosofie van Kant verdedigde.
Op een betaalde studiebeurs reisde hij drie jaar door Europa en bezocht hij verscheidene natuurkundigen. In Duitsland ontmoette hij Johann Wilhelm Ritter, een natuurkundige die hem sterk beïnvloedde. Terug in Denemarken begon hij openbare lezingen te geven, die zo succesvol waren dat hij in 1806 gevraagd werd om hoogleraar te worden in Kopenhagen. Hier voerde hij zijn eerste wetenschappelijke onderzoeken uit naar elektriciteit en de akoestiek.
In de jaren 1812 en 1813 ondernam hij zijn tweede buitenlandse reis naar Frankrijk, België en Duitsland. Terug in Denemarken huwde hij domineesdochter Inger Birgitte Ballum (1789-1875), met wie hij vier dochters en drie zonen kreeg. Van 1815 tot aan zijn overlijden was hij, naast hoogleraar aan de universiteit, de secretaris van de koninklijke Deense Academie van Wetenschap en Letteren. Op aandringen van Ørsted werd in 1829 de Polytekniske Lœreanstalt (de huidige Technische Universiteit van Denemarken) opgericht en door hem geleid tot aan zijn dood in 1851.

## Carrière

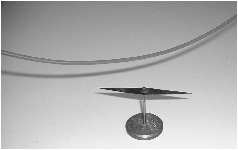
Experiment van Ørsted

Hans Christian Ørsted, Der Geist in der Natur, 1854

In april 1820 ontdekte Ørsted het verband tussen elektriciteit en magnetisme, dat hij met een zeer simpel experiment aantoonde. Hij demonstreerde hoe een draad waardoor een elektrische stroom loopt, in staat is om een uitwijking te veroorzaken van de naald in een kompas.
Hij was echter niet in staat een voldoende verklaring voor het fenomeen te geven, noch probeerde hij een wiskundig model op te stellen voor het verschijnsel. In juli 1820 publiceerde hij een artikel in het Latijn, met het resultaat van zijn ontdekking: Experimenta circa effectum Conflictus Electrici in Acum Magneticam; dat al snel vertaald werd in de belangrijkste Europese talen. Het was de Franse wiskundige André-Marie Ampère die kort na de publicatie van Ørsted de wiskundige onderbouwing gaf van de relatie tussen magnetisme en elektriciteit.
Ørsted was echter niet de eerste persoon die het verband tussen de grootheden elektriciteit en magnetisme ontdekte. Achttien jaar eerder al werd hetzelfde ontdekt door de Italiaanse jurist Gian Domenico Romagnosi. Er verscheen een artikel over Romagnosi's ontdekking in een lokale Italiaanse krant, maar de wetenschappelijke gemeenschap viel het niet op.
In 1825 kwam Ørsted met een grote bijdrage aan de scheikunde door als eerste aluminium te produceren. Daarvoor, in 1819, had hij de stof piperidine geïsoleerd uit peper.
In het verouderde cgs-stelsel is de eenheid van magnetische veldsterkte, de oersted, naar hem vernoemd. In 1820 kreeg Ørsted van de Royal Society of London de Copley Medal.